# شايبنبرغ
شايبنبرغ (بالألمانية: Scheibenberg) هي بلدة ألمانية تقع في ألمانيا في ساكسونيا. يقدر عدد سكانها بـ 2,347 نسمة .

## المدن التوأمة
مدينة Gundelfingen هي مدينة توأمة لـشايبنبرغ.